# Azemiops kharini
Azemiops kharini, im deutschen gelegentlich als Weißkopf-Fea-Viper bezeichnet, ist eine Schlangenart aus der Familie der Vipern (Viperidae) und zählt innerhalb der monotypischen Unterfamilie der Urtümlichen Vipern (Azemiopinae) zur Gattung Azemiops. Sie wurde 2013 beschrieben und ist neben der Fea-Viper (A. feae) die zweite bekannte Art der Gattung.

## Merkmale
Azemiops kharini ist eine mittelgroße Viper mit relativ schlankem, zylindrischem Körperbau. Der Körper ist im Querschnitt nahezu rund. Der Schwanz ist kurz. Sie erreicht eine Gesamtlänge von circa 50 bis 70 cm, in Gefangenschaft bis zu 98 cm (Weibchen) bzw. 92 cm (Männchen). Der Kopf ist länglich, flach und setzt sich mäßig stark vom Hals ab. Die Nasenöffnung befindet sich in einer einzelnen Nasale. Das Auge ist relativ klein und besitzt eine bei Lichteinfall senkrecht geschlitzte Pupille.
Am Schädel zeigen sich 14 Zähne am Pterygoid, das Dentale (bezahnter Unterkieferknochen) besitzt 15 bis 16 Zähne. Der Oberkiefer (Maxillare) ist verkürzt, weist im vorderen Bereich bewegliche, röhrenartige Fangzähne (Giftzähne) auf und trägt keine weiteren Zähne. Es sind 193 bis 201 Wirbel in der Rumpfwirbelsäule sowie 46 bis 51 Schwanzwirbel vorhanden. Der Holotypus wies eine Verdickung der Knochenmasse der letzten Schwanzwirbel auf. Die Autoren Orlov et al. betonten die physische Unversehrtheit des Schwanzes dieses Exemplars und ziehen anatomische Parallelen zu ähnlichen Strukturen, etwa verdickte Schwanzenden bei Ankylosaurus sp. und Vertretern der Glyptodontidae (ausgestorbene Säugetiergruppe).
Exemplare von Azemiops kharini wurden in der Vergangenheit mehrfach als Azemiops feae bestimmt, da ein Bezug untersuchter Exemplare auf ein Typusexemplar nicht erfolgte. Unter anderem durch die Färbung bzw. Zeichnung des Kopfes sind die Arten voneinander abgrenzbar.
Über Zusammensetzung und Pharmakologie des Giftsekrets von Azemiops kharini liegen kaum Angaben vor. Das Gift der nahe verwandten Fea-Viper wirkt vornehmlich neurotoxisch, wobei Polypeptide nachgewiesen wurden, die mit Nikotinrezeptoren interagieren.

### Färbung
Die Grundfärbung des Körpers ist blauschwarz. Es zeigen sich entlang des Körpers circa 14 bis 16 orange-farbene Querbinden, die über der Rückenmitte oftmals unterbrochen sind. Die Bauchseite ist gräulich-oliv gefärbt. Die Schwanzspitze ist gelblich. Der Kopf ist weiß bis rosa-weiß. Jungschlangen und subadulte Tiere haben einen helleren Kopf. Mit zunehmendem Alter wechselt die Färbung stärker zu rosa. Der Kopf besitzt oberseits zwei schwarze Längsstreifen, die über Präfrontale (Scutum praefrontale), Frontale (Scutum frontale) und Parietale (Scutum parietale) führen und im Nacken mit der schwärzlichen, dorsalen Körperfärbung in Verbindung stehen. Ein schwarzer Punkt zeigt sich in der unteren Ecke des lateralen Supraorbitalschildes (Oberaugenschild) sowie in der oberen Ecke des vorderen Temporalschildes. Zwischen den dunklen Banden des Hinterkopfes liegt ein schmaler, weißer Streifen, der sich im Nacken erweitert. Auf den Wangen zeigt sich jeweils ein schmaler, dunkler Streifen. Die Kopfunterseite ist gelblich, abgesehen von grau gefärbten Genialschilden. Von den ersten Bauchschilden an zieht sich nahezu über das gesamte erste Viertel des unteren Vorderkörpers ein gelblicher Mittelstreifen über die Bauchschilde. Neugeborene Jungschlangen besitzen eine helle, weiße Kopfunterseite. (Siehe ergänzend auch: Schuppenbezeichnungen, Kopfschilde).

### Pholidose
Die Pholidose (Beschuppung) zeigt unter anderem folgende Merkmale:
- kopfoberseits große, natternartige, symmetrische Schilde,
- Loreale (Scutum loreale) vorhanden,
- Rostrale ist etwas breiter als hoch,*
- 5 bis 6 Temporalen* (Scuta temporalia),
- Augenschilde (Scuta ocularia):
  - 3 Vorderaugenschilde (Scuta preocularia),
  - 3 Hinteraugenschilde (Scuta postocularia),
- 6 Oberlippenschilde (Supralabialia), davon stoßen das 1. an Nasale und Prämaxillare, das 2. an Nasale und Loreale, das 3. an Präoculare, Augenunterrand und Postoculare, das 4. an Postoculare und Temporalen sowie das 5. und 6. an Temporalen,*
- 7 Unterlippenschilde (Sublabialia)*,
- 4 Genialen (kopfunterseits), je ein Paar anterior und posterior gelegen*,
- 17 Reihen glatter Rumpfschuppen (Scuta dorsalia), weniger auf Höhe von Nacken (16*) und Anus (14*),
- 189 bis 201 abgerundeter Bauchschilde (Scuta ventralia),
- 49 bis 51 Paare Unterschwanzschilde (Scuta subcaudalia) und
- 1 ungeteiltes Analschild (Scutum anale).

Die mit * gekennzeichneten Angaben beziehen sich auf den Holotypus von Azemiops kharini.

## Systematik
Die Erstbeschreibung erfolgte im Jahr 2013 durch die Zoologen Nikolaï Orlov, Sergei A. Ryabov & Nguyen Thien Tao unter der Bezeichnung Azemiops kharini. Orlov et al. nutzten zuvor teilweise auch die Bezeichnung Azemiops albocephala, diese ist jedoch als Synonym zu Azemiops kharini zu werten. Als Terra typica wird die Tam Đảo-Region (Provinz Vĩnh Phúc, Vietnam; Fundort des Typusexemplars in circa 900 Metern Höhe) angegeben. Es werden zurzeit (Stand: 2018) keine Unterarten für Azemiops kharini aufgeführt.

## Verbreitung und Lebensraum
Aufgrund seltener Beobachtung können Verbreitungsgebiet und Populationsdichte von Azemiops kharini nicht abschließend beurteilt werden. Das Verbreitungsgebiet umfasst innerhalb Asiens Areale in Vietnam (Vĩnh Phúc, Cao Bằng, Lạng Sơn) und China (östliches Yunnan, Guangxi, Guizhou, östliches Sichuan, Fujian, Zhejiang, Jiangxi, Shaanxi). Der Rote Fluss in Vietnam und China scheint eine natürliche Barriere für die bekannten Azemiops-Arten darzustellen. Während Azemiops feae westlich des Roten Flusses vorgefunden wird, ist Azemiops kharini östlich des Flusses bekannt. Holotyp und Paratypen, die zur Erstbeschreibung durch Orlov et al. genutzt wurden, fanden sich in Höhen zwischen 600 und 1300 Metern. Ursprünglich als Azemiops feae bestimmte Exemplare, die nach neueren Erkenntnissen als Azemiops kharini zu betrachten sind, wurden in Höhen bis 2000 Metern gefunden.
Azemiops kharini besiedelt feucht-nebelige, bewaldete Areale, die sich häufig durch Bestände mit Bambus oder Farne, insbesondere Baumfarne, auszeichnen. Die Böden sind durch verrottendes Pflanzenmaterial wie Falllaub bedeckt. Der Untergrund ist karstig.

## Lebensweise
Azemiops kharini führt eine äußerst versteckte, nachtaktive sowie vermutlich weitestgehend bodenbewohnende Lebensweise. Die Schlange wird daher nur selten beobachtet. Die Mehrzahl der bekannten Individuen war zum Zeitpunkt des Auffindens subadult.  Möglicherweise hält die Art sich großteils in Karststrukturen (Spalten, Aushöhlungen oder ähnliches) unter der Oberfläche auf. Zum Beutespektrum zählen vermutlich in erster Linie Kleinsäuger wie Nagetiere und Spitzmäuse. In Gefangenschaft wurden ferner gelegentlich Echsen (Hemidactylus sp.) akzeptiert. Auf der Oberfläche wurden Tiere mit langsamen Bewegungen beobachtet, die teilweise wieder im Bodensubstrat unter Laub verschwanden. Die Temperaturen betrugen dabei nachts zwischen 18 und 20 °C im Mai und Anfang Juni. Jungtiere wurden zwischen Oktober und November nach Einbruch der Dunkelheit und bei Temperaturen zwischen 12 und 19 °C an der Oberfläche beobachtet. Wiederholt war während solcher Beobachtungen leichter Regen festzustellen. Es wird eine Winterruhe gehalten. Die Art ist bei Störung verhältnismäßig friedfertig.
In Gefangenschaft ist eine sehr hohe Luftfeuchtigkeit notwendig. Ein Abfall der Luftfeuchte führt zu Veränderungen des Hautbildes und einer Reduktion der Mobilität betroffener Tiere.

### Fortpflanzung
Die Fortpflanzung erfolgt durch Oviparie, also eierlegend. Vor der Kopulation kriechen Männchen und Weibchen nebeneinanderher. Das Männchen bewegt sich mit zuckenden Körperbewegungen parallel zum Weibchen. Schließlich biegt es seinen Schwanz um die Kloake des Weibchens, welches seinen Schwanz derweil nach oben hebt. Durch Zusammenführen der Kloaken kommen die Kopulationsorgane zueinander. Eine Kopulation dauert circa 10 Minuten. Der Vorgang kann über einen Zeitraum von 10 bis 12 Tagen mehrmals wiederholt werden. Nach etwa 90 Tagen erfolgt die Eiablage. Das Gelege umfasst etwa fünf Eier.

## Etymologie
Das Artepitheton „kharini“ wurde zu Ehren des zur Zeit der Erstbeschreibung kürzlich verstorbenen Zoologen Vladimir Kharin gewählt. Kharin führte zahlreiche Studien über die Fauna der Reptilien und Fische in Asien durch.